# 泛泰
泛泰（韓語：팬택계열）是韓國第三大的移動設備製造商，於2001年收購了現代集團旗下通訊公司Hyundai Curitel，並在2002年成立了美國分部。在2005年，泛泰併購了SK電信旗下的手機製造部門SK Teletech，亦於同年開始在日本市場聯合au推售手機，並曾在當年起進軍中國大陸的手機市場，但在2007年便撒離了中國大陸。另一方面，在2013年，泛泰宣佈和亞太電信以及東陽行動合作在台灣銷售手機,早前因為財務問題經歷了近20個月的業務重組，最近在2016年宣布回歸手機市場，並且發布了Sky IM-100的中階新機。